# Ioánnis Kyrástas
Ioánnis Kyrástas (en grec : Ιωάννης  Κυράστας) (né le 25 octobre 1952 à Athènes et mort le 1er avril 2004 à Athènes) était un joueur et entraîneur de football grec.

## Carrière

### Joueur
- 1972-1981 : Olympiakos  Grèce
- 1981-1986 : Panathinaïkos  Grèce

### Entraîneur
- 1999-2000 : Panathinaïkos  Grèce
- 2001 : Panathinaïkos  Grèce

## Sélections
- 46 sélections et 0 but avec la  Grèce entre 1974 et 1985.